# レッド・ツェッペリン (テレビ番組)
レッド・ツェッペリンは、フジテレビジョンで1994年1月12日から1994年3月23日の10回にわたって放送されたバラエティ番組である。

## 概要
当時、解散から10年以上が過ぎていたイギリスのロック・バンド、レッド・ツェッペリンを様々な角度から紹介した番組である。主なコーナーには以下のものがある。
レッド・ツェッペリン再結成委員会
会長のきんた・ミーノと副会長の片山淳子と隊員達が本日の指令を受けて「レッド・ツェッペリン再結成」の日のためにレッド・ツェッペリンを世に広めるようと街頭で様々な普及、宣伝活動を行う。
アンチZEP VS ZEPファン
作曲家のキダ・タローと番組プロデューサーの黒川潔がアンチZEPとZEPファンの立場に分かれて議論を繰り広げる（ただし、キダはジョン・ボーナムのドラムだけは認める旨の発言を残している）。
CINNAMON 奏法講座
レッド・ツェッペリンのコピーバンドシナモンのメンバーが楽曲の中の有名なフレーズを実演。楽曲の中で使用されているメロトロンなどの特徴的な楽器の紹介もされた。
ジミー・ペイジについて
漫画家のひさうちみちおがレッド・ツェッペリンのギタリストであるジミー・ペイジについて、「ジミー・ペイジ＝ノッポさん同一人物説」などの話題を淡々と語る。
しかし、ジミー・ペイジのコスプレをして仮面をかぶった人物が街中を疾走する「ジミー・ペイジ走る」のコーナーや、動物園の動物などに無理矢理レッド・ツェッペリンの楽曲を聞かせる「ツェッペリンの愛」のコーナー、全身黒い服装で揃えた男性数人が街中で唐突に「天国への階段」を演奏する「天国への階段」のコーナーなど、バラエティ番組仕立ての半分冗談めかした内容であった。

## スタッフ
- 企画：河合徹（フジテレビ）、鈴木吉弘（フジテレビ）
- 監修：西岡善信
- プロデューサー：黒川潔、今野博通、岡原伸幸
- 構成・演出：岡哲朗、高橋宏行、津守一生、橋本浩、本多敬、牧野恵之、松田光晴、山内謙吾